# Ronald March
Ronald March Jr. (Phoenix, Arizona, 24 de julio de 1993) es un baloncestista estadounidense que pertenece a la plantilla del Mersin BB de la Basketbol Süper Ligi de Turquía. Con 1,96 metros de estatura, juega en posiciones de base y escolta.

## Trayectoria deportiva
March es un jugador formado en la Universidad Bautista de Houston, en la que jugó durante la temporada 2011-12 con los Houston Baptist Huskies en la División I de la NCAA. Por su bajo rendimiento académico, durante la temporada 2013-14 se transfirió al Glendale Community College en Arizona, para a jugar la temporada 2012-13 con los Gauchos en la NJCAA. Sus últimas dos temporadas como estudiante-atleta fueron las temporadas 2014-15 y 2015-16 de la NAIA con los Panthers del Philander Smith College.
Su primera experiencia como profesional sería durante el primer semestre de 2017 jugando en la India: actuó con los Dehli Capitals de la United Basketball Alliance y con los Mission Veng Vikings en la Mizoram Super League. Tras varios meses en Asia, arribó a Europa para jugar en las filas del Grengewald Hostert de la segunda división de Luxemburgo.
En la temporada 2018-19, se marcha a Suiza para jugar en las filas del Vevey Riviera Basket de la Liga Nacional de Baloncesto de Suiza, en el que juega 33 partidos en los que promedia 21,64 puntos por encuentro.
En verano de 2019, March firmó por Aix Maurienne Savoie Basket de la LNB Pro B francesa, en el que jugaría 23 partidos promediando 16,57 puntos de media.
El 15 de junio de 2020, firma con el Chorale Roanne Basket de la LNB Pro A francesa.
El 29 de mayo de 2023 fue anunciado como incorporación del SC Prometey de Ucrania para la siguiente temporada de la Latvian-Estonian Basketball League, sin embargo, antes de comenzar el campeonato, actuó en el Baloncesto Superior Nacional de Puerto Rico como refuerzo de los Gigantes de Carolina.
El 19 de julio de 2025 se unió al Mersin BB de la Basketbol Süper Ligi de Turquía.

## Selección nacional
En 2023 adquirió la ciudadanía armenia y fue convocado por la selección de baloncesto de Armenia para disputar unos partidos amistosos en los Estados Unidos.